# Astragalus vesicarius
Astragalus vesicarius es una  especie de planta herbácea perteneciente a la familia de las leguminosas. Se encuentra en Europa.

## Distribución
Es una planta herbácea perennifolia que alcanza un tamaño de 10-20 cm de altura, sedosa, blanca, erguida o ascendente, con tallo leñoso y hojas tortuosas, imparipinnadas, pequeñas, con 4-6 pares de foliolos elípticos u oblongos, con estípulas libres. Las flores de color púrpura con alas blancas, grandes, en las cabezas globulares de 3-10 flores, sobre largos pedúnculos.

## Distribución y hábitat
Se encuentra en las rocas y pastizales de altura de los Alpes, Savoie, Hautes-Alpes, Alpes Marítimos, Suiza, el norte de Italia y España.

## Taxonomía
Astragalus vesicarius fue descrita por Linneo y publicado en Species Plantarum 2: 760, en el año 1753. (1 May 1753)
Citología
Números cromosomáticos de Astragalus vesicarius  (Fam. Leguminosae) y táxones infraespecificos: : n=8; 2n=16
Variedades aceptadas
- Astragalus vesicarius subsp. carniolicus (A.Kern.) Chater
- Astragalus vesicarius subsp. pastellianus (Pollini) Arcang.
- Astragalus vesicarius subsp. vesicarius L.

Sinonimia
- Astragalus cuatrecasasii Font Quer in Cavanillesia 7: 74 (1935)
- Astragalus vesicarius var. multiflorus Cuatrec. in Treb. Mus. Ci. Nat. Barcelona, Sèr. Bot. 12: 335 (1929)
- Astragalus albicaulis sensu Hayek
- Astragalus dealbatus auct.
- Astragalus glaucus M.Bieb.[5]